# World of Tanks
World of Tanks (WoT) é um jogo eletrônico do gênero MMO de combate de veículos desenvolvido pela companhia bielorrussa Wargaming, ambientado durante a Segunda Guerra Mundial e a Guerra Fria, o simulador apresenta veículos de combate de meados do século XX (década de 1910 – década de 1970). Ele é baseado em um modelo de negócios freemium, onde o jogo é gratuito, mas os participantes também têm a opção de pagar uma taxa pelo uso de recursos “premium”. O foco está na jogabilidade competitiva jogador contra jogador, com cada jogador controlando um veículo blindado, desde a época pré-Segunda Guerra Mundial até a era da Guerra Fria.
World of Tanks foi portado para vários consoles de jogos. A versão para PlayStation 4, Xbox 360 e Xbox One, chamada World of Tanks: Modern Armor (anteriormente World of Tanks: Valor), foi desenvolvida pelo estúdio Wargaming West. World of Tanks também se expandiu para plataformas móveis sob o título World of Tanks Blitz, além de um jogo de tabuleiro intitulado World of Tanks Rush e um jogo de cartas colecionáveis intitulado World of Tanks: Generals. O World of Tanks foi seguido pelos jogos World of Warplanes e World of Warships.

## Premiações
É vencedor de quatro prêmios Golden Joystick (“Melhor MMO” em 2012, “Melhor Jogo Online” em 2013 e volta e meia prêmios “Ainda Jogando” em 2017 e 2018), World of Tanks também já entrou para dois Guinnes World Records. Em 2011, ele entrou no Guinnes World Records para “A Maior Quantidade de Jogadores em um Servidor de MMO” – 91,311. Mais tarde, o título de PC atingiria outro para “Maior Quantidade de Jogadores em Um Servidor“ – 1,114,337.
Durante seu desenvolvimento, World of Tanks colaborou com a banda de power metal sueca Sabaton, o goleiro e capitão Italiano Gianluigi Buffon, a franquia de anime japonês Girls und Panzer, o jogo de tabuleiro Warhammer 40,000, o ator sueco e artista marcial Dolph Lundgren, e o compositor de Silent Hill, Akira Yamaoka.
Desde seu lançamento, World of Tanks se tornou um fenômeno cultural em vários países entre o globo e em Março de 2018, o título de PC tem 160,000,000 jogadores registrados por todo o mundo.

## Expansões para outras plataformas
A série World of Tanks se expandiu para as plataformas mobiles com World of Tanks Blitz e para Xbox One, PlayStation 4 e Xbox 360 como World of Tanks: Mercenaries. Em adição à sua expansão de plataforma, um jogo de tabuleiro intitulado World of Tanks Rush foi lançado em 2013, e uma história em quadrinhos baseada no universo World of Tanks, World of Tanks: Roll Out, foi escrito por Garth Ennis e Carlos Ezquerra, e publicado por Dark Horse Comics.

## Jogabilidade

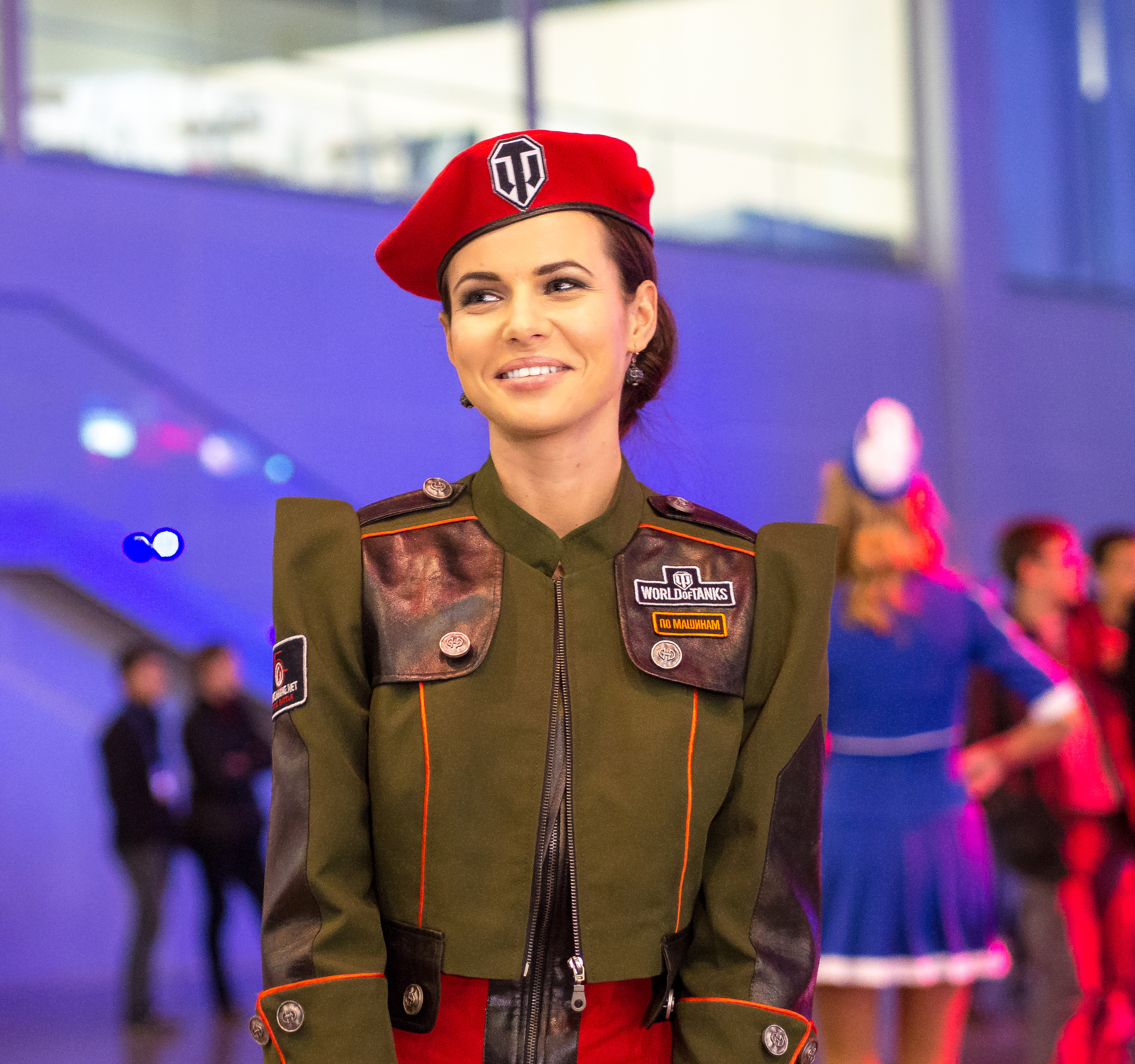
Uma modelo promocional com uniforme e boina vermelha do World of Tanks na exposição de jogos em Igromir, na Rússia, em 2013.

A gameplay principal baseia-se num modo JvJ (ou PvP) onde controla-se veículos blindados. Os jogadores escolhem entre cinco tipos diferentes de veículos (tanques leves, médios, pesados, caça-tanques ou artilharias), cada qual com um estilo de jogo único para ser executado em batalha, onde então cada jogador controla um único veículo blindado de sua escolha e é colocado em uma batalha em um mapa aleatório. Ele controla o movimento do veículo, disparo, e pode se comunicar com os aliados através do chat.
O plano de cada um dos times é uma mistura de táticas e estratégia já que todos os veículos possuem suas próprias funções e responsabilidades no campo de batalha, por exemplo, normalmente um veículo leve não costuma enfrentar outros inimigos, já que causa pouco dano, e sim detectá-los. Sendo assim, cada jogador dentro do time monta sua estratégia baseado na própria peculiaridade de seu veículo, sejam elas qualidades ou defeitos, o que pode ser a diferença entre a vitória e a derrota. Todos os modos do jogo (exceto o Linha de Frente) podem ser ganhos ao destruir todos os veículos inimigos dentro do tempo limite, e alguns outros incluem métodos adicionais de adquirir a vitória, como capturar a base inimiga, capturar uma base neutra ou defender a base aliada até que a partida termine.

### Mecânicas: Tipos de veículos
Em World of Tanks, há cerca de 700 veículos de onze nações para os jogadores escolherem. A chave para sua gameplay, os veículos em World of Tanks são criados, desenhados e feitos para serem o mais fiel historicamente possível. O time de desenvolvedores na Wargaming dedica seu tempo para encontrar e pesquisar vários projetos de muitos museus por todo o mundo para recriar estes veículos com o maior nível de autenticidade, e até mesmo trazendo aqueles veículos que só existiram no papel ou nunca passaram do quadro de desenhos, para a realidade.
Cada veículo é modelado para ser o mais semelhante possível aos seus colegas; entretanto, certos parâmetros foram simplificados ou modificados para se encaixar nas mecânicas do jogo, e para uma melhor gameplay. Em adição aos veículos autenticamente históricos, alguns tanques mais criativos e fantásticos foram introduzidos no jogo, como o Primo Victoria inspirado no Sabaton, o tanque Warhammer 40,000, o KV-2 (R) Valhallan Ragnarok.
Há cinco tipos diferentes de veículos em World of Tanks: tanques leves, tanques médios, tanques pesados, caça-tanques e artilharias. Cada tipo de veículo tem elementos únicos para a sua classe.
Cada nação tem pelo menos uma linha de veículos (chamadas de Árvores Tecnológicas) que vão do Nível I (1), o nível inicial, até o Nível X (10), o nível final.
Cada veículo é feito de vários módulos: o canhão, a torre, o motor, a suspensão e o rádio. Cada veículo em World of Tanks é único, alguns podem oferecer mais ou menos melhorias dos módulos que outros e o número de Tripulantes pode variar de 2 a 6.
Os veículos tem funções variadas no campo de batalha, o que é definido pelo seu tipo. Tanques leves tem a função de detectar veículos e dar suporte aos aliados enquanto que os tanques pesados tem a função de assalto/combate corpo a corpo.
Cada veículo tem uma espessura de blindagem diferente. Não é garantido que cada projétil dos tanques irá penetrar um veículo; no modo sniper, a retícula in-game muda a cor para representar as chances de penetração sendo o vermelho onde você muito provavelmente não irá penetrar e o verde onde você provavelmente irá penetrar a blindagem do veículo. Os valores de penetração de cada veículo são diferentes, e a escolha dos projéteis e/ou canhão podem influenciar.

### Progressão
Cada Árvore Tecnológica das nações é feita de pelo menos 10 veículos e todos os jogadores começam com o Nível I (veículo inicial) em cada. Algumas nações possuem um ramo na Árvore Tecnológica enquanto que outras possuem pelo menos um ramo para cada tipo de veículo.
Para cada modo de batalha (exceto Batalha de Treino), os jogadores ganham XP e Créditos. Estas comodidades podem ser usadas para a progressão do veículo e treinamento da tripulação, comprar módulos, equipamentos e tanques respectivamente.

### Variantes de XP
Há três variantes de XP: XP de Tripulação, XP de Batalha e XP Livre.
XP de Tripulação pode ser usada para treinar os tripulantes até 100%, ou com Habilidades e/ou Benefícios. Habilidades funcionam assim que elas são escolhidas e aumentam a performance com treinamento, e os Benefícios apenas começam a funcionar quando chegarem a 100%. Exemplos de Habilidades e Benefícios são o Sexto Sentido (um indicador que tem a função de avisar quando você for detectado), Consertos (diminuem o tempo de reparos dos módulos do seu veículo) e Mentor (a tripulação do jogador ganha mais XP ao fim de cada batalha).
XP de Batalha é a experiência que você ganha em batalha. Este tipo de XP é fixa ao veículo que foi ganha, a não ser que for convertida para XP Livre com Ouro in-game. XP de Batalha pode também ser usada para acelerar o treinamento da Tripulação de um veículo automaticamente.
XP Livre é ganha em uma taxa estável (a não ser que um evento especial esteja ocorrendo) de 5% da XP de Batalha para cada batalha do jogador. A XP Livre não é limitada a nenhum veículo específico e pode ser usada nos módulos, melhorias e treinamento da Tripulação. A XP Livre pode ser usada para pesquisar novos veículos; entretanto, os jogadores devem ter pesquisado primeiramente seu predecessor e os módulos necessários para o próximo veículo.

### Créditos e XP
Os jogadores ganham Créditos e XP com base em um número de fatores, incluindo dano causado, veículos detectados, e dano por assistência (ao detectar veículos inimigos ou destruir suas esteiras). Para os jogadores com uma Conta Premium WoT, a XP e os Créditos ganhos são aumentados para 50%. Os Créditos serão usados para reparar e reabastecer o veículo, então é possível perder Créditos em uma batalha.
Ao ganhar XP e Créditos, os jogadores podem pesquisar e comprar veículos de níveis altos. Antes de alcançar o próximo nível, os veículos podem ter módulos de pré-requisito que devem ser pesquisados (não especificamente comprados).

### Configuração de Equipamentos e Consumíveis
Uma vez que os módulos forem desbloqueados, os jogadores são livres para experimentar qualquer configuração de equipamentos, já que uma configuração diferente pode influenciar a função dos veículos em batalha.
Os jogadores também são livres para escolherem as configurações de equipamentos e consumíveis que são montados ou carregados no seu veículo. O Equipamento irá afetar certos parâmetros das estatísticas de um veículo – por exemplo – equipando um tanque com Lentes Revestidas irá aumentar o alcance de visão do veículo em até 10%.
Os consumíveis vêm em dois formatos: padrão e Premium. Por exemplo, um Kit de Conserto padrão (chamado "Kit de Conserto Pequeno" no jogo) irá reparar um módulo danificado do veículo do jogador; um Kit de Conserto Premium (chamado “Kit de Conserto Grande” no jogo) irá reparar todos os módulos danificados do veículo.

### Modos de Jogo
Batalhas Aleatórias
Batalhas Aleatórias consistem em três modos de jogo diferentes e todas elas são no formato 15 vs 15.
           Padrão
Neste modo, cada time tem uma base. O objetivo é eliminar o time adversário ou capturar sua base dentro de 15 minutos.
           Assalto
Neste modo, há uma base que pertence ao time defensor. O time atacante deve capturar a base do time adversário ou eliminar o time inimigo. O time defensor deve sobreviver e defender sua base por 10 minutos.
           Encontro
Neste modo, há uma base neutra que não pertence a nenhum time. Os times dão Spawn em lados opostos do mapa em uma base. O objetivo é capturar a base ou destruir todos os veículos inimigos.
Se ambos times estiverem no círculo de captura da base, a barra de progresso da captura é pausada.
Grandes Batalhas
As Grandes Batalhas são um modo de jogo especial que aumenta o número de jogadores até 60 (30 vs 30). Elas acontecem em mapas maiores desenvolvidos especificamente para caber um número maior de jogadores. Apenas tanques de Nível X podem participar deste modo de batalha.
Linha de Frente
Introduzido em 2018, o Linha de Frente é um evento de tempo limitado que foca nos veículos de Nível VIII (8) em um formato de 30 vs 30. Cada time tem o seu próprio objetivo:
·       O time atacante precisa quebrar as defesas do time defensor e destruir pelo menos 3 de 5 Torres com Canhões bem atrás das linhas inimigas.
·       Ao capturar os pontos de interesse, o time atacante ganha tempo adicional para completar seu objetivo.
·       O time defensor precisa repelir o ataque do time adversário ou esperar o tempo acabar.
Não visto em nenhum outro modo de jogo, o Linha de Frente permite respawns o que significa que os jogadores podem voltar para a batalha após um pequeno delay. Entretanto, os jogadores podem escolher outro veículo para voltar à batalha após o seu veículo anterior ter sido destruído ou esperar que ele se torne disponível novamente.
No começo de 2019, o retorno do Linha de Frente foi anunciado em um formato um pouco diferente. Ao invés de um evento de uma semana, a temporada de 2019 do Linha de Frente durou 10 meses de Fevereiro até Novembro com uma semana para cada mês onde o evento acontecia.
Batalhas Ranqueadas
As Batalhas Ranqueadas é um modo por temporadas baseado nas regras das Batalhas Padrões; ele apresenta um matchmaker baseado por ranques e apenas veículos de Nível X são permitidos. Cada jogador começa sem ranque, mas ele pode ganhar níveis ao coletar divisas, que são dadas para certos jogadores dependendo da sua classificação com relação a XP base do seu time. Divisas são usadas para classificar os jogadores nas várias divisões e ligas.
Batalhas de Times
Introduzido como parte da Atualização 9.4, as Batalhas de Time focam no formato “7/54”. Cada time tem sete jogadores, que são limitados a utilizarem veículos de Nível VI, VII e VIII, e devem completar um máximo de cinquenta e quatro pontos, portanto os times consistem em seis tanques de Nível VIII e um Nível VI, por exemplo.
As Batalhas de Time foram removidas do jogo em 6 de Agosto de 2019.
Batalha de Treino
Neste modo, os jogadores (um mínimo de dois) podem criar suas salas e selecionar o mapa que eles queiram jogar. Os jogadores não ganham XP ou Créditos dentro deste modo de jogo enquanto os reparos dos veículos são de graça, o reabastecimento dos consumíveis e projéteis não são.
O modo pode ser usado para experimentar as várias mecânicas dos tanques, aprendendo e compreendendo os novos mapas, planos estratégicos e movimento, e ensinar os novos jogadores sobre situações de 1 vs 1.

### Modos de Jogo Especiais
Para registrar eventos significativos, como a Copa Mundial FIFA, Dia da Mentira e o centenário da estreia do primeiro tanque de todos os tempos (o Mk. 1), o World of Tanks criou e implementou modos especiais por tempo limitado. O primeiro destes modos foi adicionado no Dia da Mentira em 2014, do qual os jogadores experimentaram um cenário destrutível de 8 bits com tanques quadrados. Devido a popularidade de jogadores, esta ideia foi levada adiante para a época de Ano Novo do mesmo ano, mas desta vez o mapa foi alterado para ser lido como “NY 2015 WG” quando olhado de um ponto de vista de um pássaro e se tornou mais festivo e decorado com neve.
Futebol de Tanques
Para celebrar a Copa do Mundo FIFA hospedada pelo Brasil, um novo modo de jogo foi criado, mais conhecido como “Futebol de Tanques”. Este modo de jogo apresentava aos jogadores uma arena de estádio de futebol, onde o objetivo principal era fazer gols. Cada jogador recebia um tanque especial, o T-62A Sport, utilizado apenas neste modo de jogo. O modo foi reusado para o Campeonato Europeu UEFA de 2016 hospedado na França.
Para a Copa Mundial FIFA na Rússia, o Futebol de Tanques foi retrabalhado. A gameplay principal permaneceu a mesma, entretanto, os jogadores agora tinham a escolha entre três veículos diferentes: Goleiro (E 100 Sport), Meio Campo (T-62A Sport) e Atacante (AMX 13 105 Sport). Cada um destes tanques tinha sua própria função no campo e eles vinham com atributos e habilidades que os ajudavam na sua posição. E também, pela primeira vez, o modo de jogo tinha um time comentarista, que incluía Juventus e o ex goleiro Italiano, Gianluigi Buffon.
Corrida de Tanques
Em Setembro de 2014, a Corrida de Tanques foi introduzida no jogo. Dois times de três jogadores corriam pelo mapa retrabalhado (Porto) para ver quem conseguia alcançar a linha de chegada primeiro. Os jogadores também podiam parar os tanques inimigos ao atirar ou destruí-los. Por último, os jogadores tinham a opção de capturar a base no final da pista ou destruir todos os tanques inimigos para garantir a vitória.
O modo foi reintroduzido como parte do Festival de Tanques em 2019 e foi nomeado como A Grande Corrida. Junto com outras melhorias, os jogadores agora podiam escolher entre três veículos: o T-50, o Leopard e uma melhoria variada do Chaffee Sport de 2014.
Mutilação da Lua
Para o Dia da Mentira de 2016, um modo exclusivo levou os jogadores para fora da atmosfera com a “Mutilação da Lua”. Cada jogador navegava entre as crateras, poços de lava, chuvas de meteoros e mais eventos randômicos, todos controlando o IS-8 Ball, um tanque desenvolvido exclusivamente para este evento.
Convoy
Para marcar o 100º aniversário do Mk.I em Setembro de 2016, os jogadores foram encarregados de um novo tipo de veículo: carros blindados. Cada jogador controlava seu próprio carro blindado Lanchester de quatro rodas e era encarregado de defender o Mark I ou de detê-lo, dependendo do lado.
Última Frente
Em julho de 2019, um modo somente para PvE, Homefront, foi adicionado ao jogo por um período de duas semanas. Equipes de cinco foram encarregadas de defender ondas de veículos blindados controlados pela IA, que se tornaram cada vez mais poderosos em duas frentes diferentes: leste e oeste.
Caçador de Aço
Em agosto de 2019, o modo Caçador de Aço, inspirado no battle royale, foi adicionado ao jogo. Vinte lobos solitários ou sete pelotões de três têm a opção de três veículos, representando a URSS, os EUA e a Alemanha (as três nações clássicas do World of Tanks) e batalham em um mapa especial, Dreamland. À medida que a batalha avança, o mapa diminui, com zonas de perigo e zonas de morte se espalhando por ele.
Durante a batalha, os jogadores podem atualizar seus veículos em movimento usando o Battle XP, que pode ser ganho por dano e destruição de inimigos ou por saques de caixas e tanques destruídos. Além disso, os jogadores podem encontrar reservas especiais de combate nessas caixas, o que permite uma vantagem especial; essas reservas podem ajudar tanques aliados ou impedir tanques inimigos.
Modos de Halloween
Para o Halloween de 2017, os jogadores tiveram a tarefa de parar o Leviatã e seus subordinados do submundo do tanque e alcançar o reino mortal em um modo PvE especial. Cada jogador teve a escolha de um dos dois tanques específicos do modo: Franken e Stein.
Em 2018, o World of Tanks introduziu A Frente Sombria, um modo de jogo exclusivo para o Halloween. Os jogadores se tornaram membros dos Corredores Sombrios e receberam a tarefa de restaurar o Nebelburg de volta ao normal, depois que o mapa foi corrompido por várias mutações.

### Guerras de Clãs
As Guerras dos Clãs no World of Tanks são compostas por dois componentes: Fortalezas e Mapa Global.
Fortalezas
Se um comandante de clã optar por fazê-la, ele poderá criar uma Fortaleza. Cada Fortaleza começa com um Centro de Comando e oito locais de construção para futuras estruturas.
Existem vários tipos de estruturas, no entanto, apenas uma de cada pode ser construída. Para construir uma estrutura, é necessário o Recurso Industrial, que geralmente é obtido através de Avanços ou Conflitos; no entanto, também pode ser obtido em outros modos, como batalhas Aleatórias e Ranqueadas. Os Avanços são uma série de batalhas pelos Recursos Industriais entre dois destacamentos de clãs. Os Conflitos são batalhas entre o destacamento de um clã e o inimigo em um território neutro; o inimigo e o mapa são selecionados aleatoriamente.
Algumas estruturas geram (consumindo Recursos Industriais) consumíveis e impulsos de clãs (também conhecidos como reservas), que podem ser usados para aumentar temporariamente a XP ou o rendimento em crédito dos membros do clã e permitir ataques de artilharias ou aéreos durante uma batalha sobre uma Fortaleza.
Mapa Global
O Mapa Global é uma coleção de frentes em um mapa do jogo baseado em locais do mundo real. Cada frente do Mapa Global é composta de províncias, algumas das quais geram ouro para o clã que atualmente os possui. Um clã pode entrar no Mapa Global participando de um torneio para uma província específica, enfrentando outros clãs e, finalmente, o atual proprietário da província.

## Desenvolvimento

### 2008 – 2011: Primeiros anos até o lançamento completo
O conceito original de World of Tanks foi pensado por uma pequena equipe de desenvolvimento composta por Victor Kislyi, Slava Makarov, Pyotr Bityukov e Marat Karpeko em dezembro de 2008. O jogo foi anunciado oficialmente pela Wargaming em 24 de abril de 2009. No mesmo ano, a equipe de desenvolvimento afirmou que o orçamento do jogo era o maior já visto na indústria de jogos da CIS até hoje.
Em setembro de 2009, os primeiros testes alfa começaram no CIS. Os testes beta fechado e aberto começaram nos primeiros meses de junho de 2010 e junho de 2010, respectivamente, novamente apenas na CIS. Em julho de 2010, o Closed Beta começou para a versão em inglês do World of Tanks e o Open Beta começou em janeiro de 2011. Entre os dois períodos Beta, a versão em inglês acumulou 700.000 participantes.
O lançamento completo do World of Tanks na CIS ocorreu em 12 de agosto de 2010. Em janeiro de 2011, o World of Tanks atingiu seu primeiro marco significativo de 1 milhão de jogadores registrados em todo o mundo e, em 24 de fevereiro de 2011, o jogo estabeleceu um recorde mundial do Guinness para o “Maior número de jogadores em um servidor MMO” - 91.311. Em fevereiro de 2011, o Mapa Global - um modo único para clãs - foi introduzido. Mais tarde, o jogo seria lançado na China em 15 de março de 2011 e na UE e NA em 12 de abril de 2011.
O jogo começou originalmente com duas nações - Alemanha e União Soviética. Em novembro de 2010, o arsenal do World of Tanks adicionou uma nova nação - os Estados Unidos. No ano seguinte, outra nação seria adicionada: a França. A árvore tecnológica francesa adicionou uma nova mecânica - tanques de recarga automática - o que significa que os jogadores podiam descarregar pente com vários disparos consecutivos.

### 2012
Em setembro de 2012, a Atualização 8.0 foi lançada, que melhorava a iluminação, a física e os sons do jogo e introduzia sombras. Em outubro de 2012, uma quinta nação (e a primeira construtora de tanques) foi adicionada - o Reino Unido. No mesmo mês, um ano após o lançamento, o World of Tanks recebeu seu primeiro Golden Joystick Award por "Melhor jogo MMO". Fechando o ano de 2012, o World of Tanks alcançou um marco de 45 milhões de jogadores registrados mundialmente.

### 2013
Como parte da Atualização 8.3, a nação chinesa foi adicionada em janeiro de 2013[xviii]. No final de 2013, o World of Tanks focou no Japão com seu lançamento completo, juntamente com o início da colaboração do anime Girls und Panzer e o lançamento dos veículos japoneses, em setembro[xix] e dezembro[xx], respectivamente. Em dezembro de 2013, o World of Tanks atingiu outro marco - 75 milhões de jogadores registrados mundialmente[xxi] - e recebeu o segundo Golden Joystick, desta vez para a categoria "Melhor Jogo Online"[xxii].

### 2014
Em 14 de janeiro de 2014, o World of Tanks estabeleceu outro recorde mundial do Guinness para a “maioria dos jogadores em um cluster de servidores” - 1,114,337[xxiii]. Com o lançamento da Atualização 9.0 - denominada “New Frontiers” - introduzindo efeitos de disparo aprimorados, interação de superfície fisicamente realista, as torres agora podiam voar com explosões e os primeiros modelos de tanques HD foram introduzidos em abril de 2014[xxiv]. Mais tarde, em julho de 2014, a Atualização 9.2 introduziu outro elemento-chave das atuais Guerras dos Clãs - Fortalezas - que concederam recompensas e bônus para todo o Clã[xxv].
Em outubro de 2014, a Wargaming e o World of Tanks fizeram uma parceria com Dan Ayers - Fury. Uma réplica do tanque de mesmo nome se tornou disponível para os jogadores em jogo por um tempo limitado, com "Wardaddy" de Brad Pitt como comandante do tanque[xxvi].

### 2015
No final de 2015, a Atualização 10.0 - denominada “Rubicon” - foi revertida logo após sua introdução[xxvii]. Após consultar o retorno dos jogadores, a atualização foi renomeada como Atualização 9.12. A principal adição a esta atualização foi um novo modo de jogo - Rampage - que introduziu respawns, batalhas com várias equipes e vários tanques por batalha (alguns desses recursos são os recursos atuais do modo "Linha de Frente").
O ano foi comemorado com a atualização 9.13 e a adição da oitava nação - a Tchecoslováquia[xxviii].

### 2016
Em março de 2016, foi lançada a Atualização 9.14, que alterou o mecanismo de som para Audiokinetic Wise e melhorou os veículos, tornando-os mais realistas e naturais[xxix]. No mesmo mês, o World of Tanks atingiu outro marco - 120 milhões de jogadores registrados mundialmente[xxx].
Em abril de 2016, a Wargaming anunciou que uma história em quadrinhos baseada no universo do World of Tanks estava em desenvolvimento. Intitulada World of Tanks: Roll Out, a série de cinco edições estava para ser publicada pela Dark Horse Comics e escrita por Garth Ennis e Carlos Ezquerra[xxxi].
Juntamente em parceria com a Belavia (a companhia aérea nacional da Bielorrússia), a Wargaming lançou um Boeing 737-300 com uma pintura personalizada do World of Tanks em julho de 2016[xxxii].
Em dezembro de 2016, a nona nação foi anunciada: a Suécia. Como parte da Atualização 9.17, a Wargaming anunciou que Dolph Lundgren seria um Embaixador de Tanques inaugural em apoio ao lançamento dos veículos Suécos[xxxiii].
Alguns dos veículos trouxeram uma nova mecânica de jogo - modo de cerco - que permite os jogadores ao controlar os caça-tanque Suécos maiores ângulos de depressão, com a penalidade de velocidade e mobilidade.

### 2017
Em abril de 2017, a Atualização 9.18 foi lançada, introduzindo: mudanças em larga escala na artilharia e em suas mecânicas, um novo sistema de criação de partidas e tanques leves de Nível IX (9) e X (10) [xxxiv].
Em agosto de 2017, a Atualização 9.20 foi lançada introduzindo um novo modo de jogo, Grandes Batalhas - batalhas 30v30 com mapas de tamanho duplo[xxxv]. No mesmo mês, a Wargaming e o World of Tanks anunciaram uma colaboração com a banda sueca de metal Sabaton[xxxvi], gravando um vídeo no estilo do World of Tanks para a música 'Primo Victoria'. Juntamente com o lançamento do videoclipe, o tanque Primo Victoria - baseado no Strv 81 sueco - foi introduzido no jogo, apresentando o logotipo do Sabaton e sua equipe. Todos os membros da tripulação apresentavam a semelhança visual de todos os membros da Sabaton, e o vocalista Joakim Brodén dublou o comandante do tanque.
Em dezembro de 2017, o World of Tanks recebeu seu terceiro Golden Joystick Award, desta vez para a categoria "Ainda Jogando"[xxxvii].

### 2018
Em março de 2018, a maior atualização da história do World of Tanks foi lançada. Nomeada Atualização 1.0, aumentou a fidelidade visual e auditiva do jogo com uma nova Core engine gráfica desenvolvida internamente e uma trilha sonora orquestral recém-gravada, pela Orquestra Sinfônica de Praga[xxxviii]. No mesmo mês, o World of Tanks atingiu um novo marco de 160 milhões de jogadores registrados mundialmente[xxxix].
Em maio de 2018, a Wargaming e o World of Tanks anunciaram uma parceria com o goleiro da Itália e da Juventus, Gianluigi Buffon[xl], como parte do modo de jogo Futebol de Tanques por tempo limitado e a introdução da Árvore Tecnológica Italiana.
A Árvore Tecnológica Italiana introduziu uma nova mecânica de jogo – a recarga automática - semelhante aos carregadores automáticos franceses, no entanto, o tambor recarrega automaticamente, mesmo quando não estava vazio. Buffon foi nomeado embaixador de tanques e comentarista do modo de jogo Futebol de Tanques. Um comandante Buffon, apresentando sua semelhança e narração, foi adicionado ao jogo em junho de 2018.
Em agosto de 2018, a Árvore Tecnológica Polonesa foi lançada como parte da Atualização 1.1[xli]. Em dezembro de 2018, o World of Tanks ganhou o Golden Joystick Awards consecutivo na categoria "Ainda Jogando" (tornando-se o primeiro jogo a fazê-lo) [xlii]. No mesmo mês, a Wargaming e o World of Tanks anunciaram uma extensão da parceria com a Belavia. Um Embraer 195 foi marcado por dentro e por fora, a primeira aeronave comercial a ser decorada interna e externamente na decoração dos videogames[xliii].

### 2019
Em fevereiro de 2019, veículos com rodas foram introduzidos dentro da linha de tanques leves franceses[xliv]. Esses veículos são feitos para detecção ativa, em comparação com colegas parecidos com esteiras, que podem agir tanto na detecção ativa quanto passiva.
Em agosto de 2019, o World of Tanks lançou o primeiro Festival de Tanques para marcar o 9º aniversário do lançamento do jogo. O evento de dois meses contou com cinco sub-eventos separados, incluindo o retorno da Corrida de Tanques (visto pela última vez em 2014) e o Caçador de Aço, inspirado pelo battle royale.
Em setembro de 2019, uma parceria com a banda punk americana The Offspring foi anunciada. Os quatro membros californianos foram adicionados ao jogo como membros da tripulação do seu veículo Premium, "Pretty Fly", em homenagem ao single de 1998 "Pretty Fly (For a White Guy)".

### Versões
O World of Tanks foi personalizado para diferentes plataformas.

World of Tanks: Mercenaries
Na E3 2013, o World of Tanks: Xbox 360 Edition foi anunciado como parte da conferência de imprensa da Microsoft[xlv]. Desenvolvido pela Wargaming West (anteriormente Day One Studios), a versão Xbox 360 foi lançada em 12 de fevereiro de 2014[xlvi]. Em julho de 2015, a versão Xbox One foi lançada e permitiu as primeiras batalhas entre plataformas entre o Xbox One e o Xbox 360[xlvii]. Em janeiro de 2016, a versão PlayStation 4 foi lançada[xlviii].
World of Tanks Blitz
No mesmo ano, foi anunciado o World of Tanks Blitz, a versão móvel do World of Tanks para tablets e smartphones com Windows 10, Android e iOS. [xlix] O jogo se concentra nas batalhas 7v7, em comparação com as batalhas 15v15 no PC e nos consoles.
O Teste Beta Fechado (CBT) começou em 19 de março de 2013, com duração até 3 de abril. O World of Tanks Blitz foi lançado (apenas no iOS) em maio de 2014 em países europeus selecionados, incluindo Noruega, Suécia, Finlândia, Dinamarca e Islândia[l]. Em 27 de junho de 2014, foi lançado na América do Norte (novamente, apenas no iOS) [li]. Foi realizado um teste beta da versão Android na Rússia e o World of Tanks Blitz foi lançado mundialmente em 4 de dezembro de 2014.
O jogo foi lançado na Windows Store em 28 de dezembro de 2015[lii], disponibilizando-o para usuários de PC com Windows 10 e, em 9 de novembro de 2016, o World of Tanks Blitz foi lançado no Steam.
Em junho de 2018, o World of Tanks Blitz acumulou mais de 100 milhões de downloads[liii].

## Recepção
O World of Tanks recebeu "críticas geralmente favoráveis", de acordo com o site de agregação de críticas Metacritic[liv] [lv] [lvi] [lvii] [lviii]. GameZone atribuiu à versão para PC uma pontuação oito de dez e afirma: “Para um jogo grátis, o World of Tanks é incrivelmente detalhado e possui um combate que leva tempo para se acostumar. Quanto mais você aprende sobre o jogo e quanto mais joga, melhor se tornará." [lix]
Nathan Meunier, da Gamespot, também deu uma pontuação oito de dez, afirmando: “quanto mais você se aprofunda, mais o World of Tanks cresce em um agradável playground de metal mortal rolante e de poderio militar”.[lx]

### Elogios
Na E3 2010, World of Tanks foi anunciado como o "Melhor Novo Conceito" e, desde o lançamento, o título recebeu quatro Golden Joystick Awards: "Melhor MMO" em 2012, "Melhor Jogo Online" em 2013 e dois no "Ainda Jogando” nas categorias 2017 e 2018, tornando-se o primeiro jogo a receber o prêmio consecutivamente.
O World of Tanks também possui dois recordes mundiais do Guinness. Em 2011, estabeleceu o recorde mundial do Guinness para "A maioria de jogadores em um servidor MMO" - 91.311. Em 2014, o título do PC definiria outro para “Maior número de jogadores no cluster de um servidor” - 1.114.337.